# شاتوارا الأول
شاتوارا الأول
كان شاتوارا الأول (بالإنجليزية: Shattuara I)‏ ملكًا لمملكة ميتاني الحورية في بلاد الرافدين في القرن الثالث عشر قبل الميلاد.
أصبح شاتوارا الأول ملكا تابعًا للملك الآشوري أداد-نيراري الأول (1263 قبل الميلاد) بعد أن هزمه. في نقش كتبه أداد-نيراري الأول، قيل أن شاتوارا الأول تمرد على سيده، ولكن تم أسره وتجدد قسم الولاء تحت سيادة الملك الآشوري.
يُقتَرح أن ملكًا يُدعى شاتوارا قد حكم ميتاني في عهد الملك الآشوري شلمنصر الأول (1263-1233 قبل الميلاد). في نقش آشوري، يُقال إن الملك شاتوارا من هانيغالبات (ميتاني) شن حربًا على الملك الآشوري شلمنصر الأول. ومع ذلك، يبدو من الأرجح أن هذا الحدث هو تلخيص للثورة ضد أداد-نيراري الأول، إما من قبل الملك شاتوارا الأول أو ابنه واساشاتا.